# Rudd (Iowa)
Rudd – miasto w Stanach Zjednoczonych, w stanie Iowa, w hrabstwie Floyd. W 2000 roku liczyło 431 mieszkańców.